# Селце (Півка)
Селце (словен. Selce) — поселення в общині Півка, Регіон Нотрансько-крашка, Словенія. Висота над рівнем моря: 545,8 м.